# 湖北省中医院
湖北省中医院是位于中華人民共和國湖北省武漢市黄鹤楼附近的一家三级甲等医院，始建于1924年。曾经是美国传教士开办的天主教教会医院，當時名為圣约瑟医院，後來先后更名为湖北医院、湖北中医学院附属医院，2002年与湖北省中医药研究院合并更名为湖北省中医院。

## 外部連結
- 官方网站